# Β肾上腺素受体激动药
β肾上腺素受体激动药（英語：β-adrenergic receptor agonists）常常简称
β激动药（英語：β-adrenergic agonists），是可以讓呼吸道肌肉放鬆的藥物，因此可以讓呼吸道放寬、讓呼吸比較容易，是作用在β肾上腺素受体上的拟交感神经药。一般來說，β肾上腺素受体激动药的效果和β肾上腺素受体阻滞剂相反：
β-腎上腺素受體激動劑的配體會在心臟、肺部及平滑肌組織模仿肾上腺素及去甲肾上腺素信號傳導的作用，腎上腺素表達更高的親和力。β1激动药, β2激动药及β3激动药會活化酵素，腺苷酸环化酶。因此會活化二級信使环腺苷酸（cAMP），之後cAMP會活化蛋白激酶A（PKA），PKA會磷酸化目標蛋白，最後會讓平滑肌放鬆並且使心臟組織收縮。

## 機能

肾上腺素

β1受體的活化會增加心肌收縮輸出，提高心率以及血壓，也增加胃中飢餓素的分泌，以及腎臟腎素的分泌
β2受體的活化會使肺部、消化道、子宮及血管的平滑肌放鬆。提高心率及心肌收縮和β1受體有關。不過β2會使心肌血管舒張。
β3受體主要和脂肪組織有關。β3受體的活化會讓脂質代謝。

## 醫療用途
β肾上腺素受体激动药的適應症如下：
- 心跳过缓
- 哮喘
- 慢性阻塞性肺病（COPD）
- 心臟衰竭
- 过敏
- 高鉀血症
- β受体阻滞中毒
- 早產（這是仿單外用途，可能有破壞性）[7]

## 副作用
這類藥物的副作用比腎上腺素輕微，但還是會有輕微到中度的不良反應。主要副作用包括焦慮、高血壓、心率變快及失眠。其他的副作用有頭痛及原發性震顫。也有出現過因為β2受體活化，
胰島素分泌量增加，造成低血糖的情形。
默克公司販售的齊帕特羅，在牛身上服用後有造成疾病，在2013年暫時禁止使用。

## 受體選擇性
大部份的β肾上腺素受体激动药會對一種或多種的β肾上腺素受体有選擇性。例如心率過低的病患可以使用「心肌選擇性」的激动药，例如可以增加心肌收縮力的多巴酚丁胺（dobutamine）。而慢性肺部發炎（例如哮喘或COPD）的病患可以用使肺部平滑肌放鬆，讓心臟收縮減少的激动药，這類藥物包括第一代的藥物，例如沙丁胺醇（albuterol），或是後期的的同類藥物。
目前仍在進行β3激动药的臨床研究，推測應該會增加病患的脂質分解。

### β1激动药
β1激动药會刺激腺苷酸環化酶的活性，開啟鈣離子通道（心肌激动药，用來治療心因性休克、急性心臟衰竭、緩慢性心律失常）。這類的藥物有：
- 地那巴胺（英语：Denopamine）
- 多保他命
- 多培沙明（英语：Dopexamine）（β1及β2）
- 肾上腺素（非選擇性）
- 異丙腎上腺素（英语：Isoprenaline）（INN）, isoproterenol （USAN（英语：United States Adopted Name））（β1及β2）
- 丙胺酚醇（英语：Prenalterol）
- 扎莫特羅

### β2激动药
β2肾上腺素受体激动药會刺激腺苷酸環化酶的活性，關閉鈣離子通道（平滑肌鬆弛劑，用來治療氣喘及COPD）。例如以下的藥物即為β2激动药：
- 阿福特羅
- 布非寧（英语：Buphenine）
- 克倫特羅
- 多培沙明（英语：Dopexamine）（β1及β2）
- 肾上腺素（非選擇性）
- 非诺特罗
- 福莫特羅（英语：Formoterol）
- 異他林（英语：Isoetarine）
- 異丙腎上腺素（英语：Isoprenaline）（INN）, isoproterenol （USAN（英语：United States Adopted Name）） （β1及β2）
- 左沙丁胺醇（英语：Levosalbutamol） （INN）, levalbuterol （USAN（英语：United States Adopted Name））
- 奥西那林（英语：Orciprenaline） （INN）, metaproterenol （USAN（英语：United States Adopted Name））
- 吡布特羅
- 丙卡特羅
- 利托君（英语：Ritodrine）
- 沙丁胺醇 （INN）, albuterol （USAN（英语：United States Adopted Name））
- 沙美特羅
- 特布他林（英语：Terbutaline）

### 不確定／未分類
依MeSH的分類，以下藥物也分類為激動藥
- 熊果胺（英语：Arbutamine）
- 倍氟諾爾（英语：Befunolol）
- 溴乙酰丙炔醇（英语：Bromoacetylalprenololmenthane）
- 溴沙特羅
- 西馬特羅
- 西拉唑啉
- 伊替福林（英语：Etilefrine）
- 己腎上腺素（英语：Hexoprenaline）
- 去甲烏藥鹼（英语：Higenamine）
- 異蘇氨酸（英语：Isoxsuprine）
- 毛布特羅（英语：Mabuterol）
- 甲氧那明
- 氧化苦參鹼
- 萊克多巴胺
- 茶丙特羅（英语：Reproterol）
- 利米特羅
- 曲妥醌（英语：Tretoquinol）
- 妥洛特羅
- 齊帕特羅（英语：Zilpaterol）
- 辛特洛（英语：Zinterol）